# Petrică Cărare
Petrică Cărare (* 22. května 1965 Ivănești, Rumunsko) je bývalý rumunský zápasník, reprezentant v zápase řecko-římském.
V roce 1988 na olympijských hrách v Soulu vybojoval v kategorii do 68 kg čtvrté, v roce 1992 na hrách v Barceloně ve stejné kategorii deváté místo. Třikrát startoval na mistrovství světa, nejlepšího umístění dosáhl v roce 1990, kdy vybojoval čtvrté místo. Na mistrovství Evropy startoval šestkrát a na nejlepší umístění dosáhl taktéž v roce 1990, kdy vybojoval stříbrnou medaili.